# Corps Bavaria Erlangen
Das Corps Bavaria Erlangen ist ein Corps (Studentenverbindung) im Kösener Senioren-Convents-Verband (KSCV). Das Corps ist pflichtschlagend und farbentragend. Es vereint Studenten und ehemalige Studenten der Friedrich-Alexander-Universität Erlangen-Nürnberg. Die Corpsmitglieder werden „Erlanger Bayern“ genannt.

## Couleur
Bavaria hat die Farben „hellblau-weiß-dunkelblau“ mit silberner Perkussion. Dazu wird eine blaue Mütze im kleinen Tellerformat getragen. Die Fuchsenfarben sind „hellblau-weiß“. Der Wahlspruch lautet „Fortitudo virtutis comes!“

## Geschichte

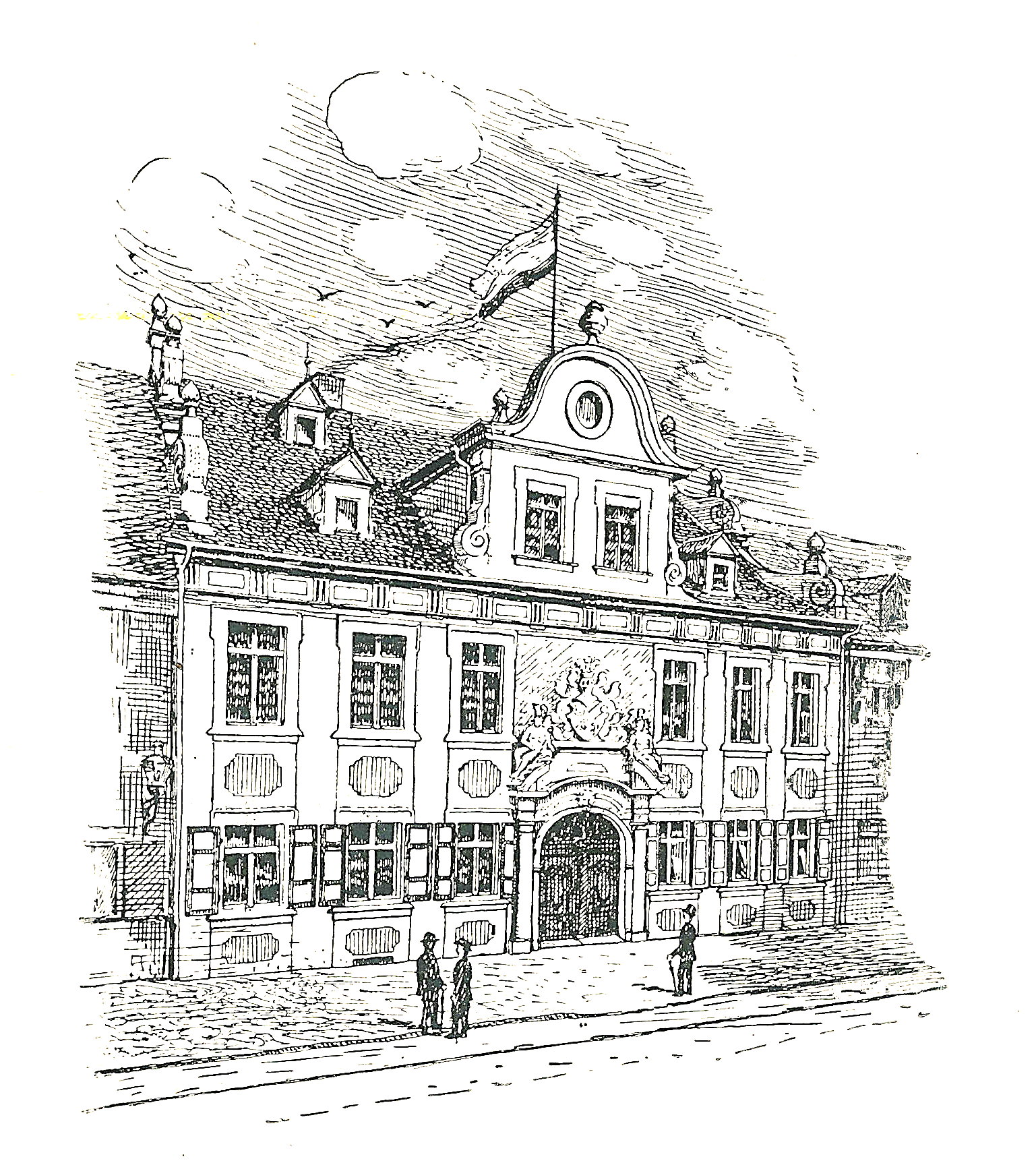
Erstes Haus in der Hauptstr. 7

Couleur des Corps Bavaria Erlangen: Studentenmütze in blau, Corpsburschenband in hellblau-weiß-dunkelblau, Fuchsenband in hellblau-weiß

Das Corps Bavaria wurde am 25. Mai 1821 mit den Farben Hellblau-Weiß-Gelb gestiftet. Die Stifter waren Mitglieder der am gleichen Tag aufgelösten burschenschaftlichen Verbindung „Concordia“, die überwiegend aus Franken und dem bayerischen Schwaben stammten. Der Einzugsbereich des neuen Corps war von Beginn auf das gesamte Königreich Bayern ausgerichtet. Am 30. Mai 1822 vereinbarten die Erlanger Bayern ein Kartell mit Bavaria Landshut. Die zunehmende staatliche Repression nach den Karlsbader Beschlüssen erzwang 1825 die Suspension des Corps, mit der auch die Beziehungen nach Landshut endeten. Erst 1840 konnte Bavaria in Erlangen zum Teil durch ehemalige Renoncen der Onoldia rekonstituieren und übernahm die noch heute getragenen Farben Hellblau-Weiß-Dunkelblau. Bereits 1861 trat sie geschlossen mit allen anderen Erlanger Corps dem Kösener Senioren-Convents-Verband bei. 1863 wurde das Corps durch den akademischen Senat vorübergehend aufgelöst.
Bavaria war zunächst Lebenscorps, d. h. ihre Angehörigen konnten nicht zugleich Mitglied eines anderen Corps an einer auswärtigen Universität werden. Seit Ende des 19. Jahrhunderts wurde diese Bestimmung aber zunehmend durchlässiger. 1913 wurde das Lebenscorpsprinzip endgültig aufgegeben. Seit 1924 gehört Bavaria als Gründungscorps zum Süddeutschen Kartell. 1928 war sie präsidierendes Vorortcorps im KSCV und stellte mit Gottfried Balzer (später auch Mitglied des Corps Athesia Innsbruck) den Vorsitzenden des oKC.
Während des Nationalsozialismus war das Corps suspendiert. Am 8. März 1948 wurde der Aktivenbetrieb wieder aufgenommen. Im Januar 1950 gehörte Bavaria zu den 22 Corps, die sich in der Interessengemeinschaft zusammenschlossen und die Wiederbegründung des KSCV vorbereiteten.

## Süddeutsches Kartell
Das Corps Bavaria Erlangen gehört innerhalb des KSCV dem Süddeutschen Kartell an. Das Süddeutsche Kartell besteht in seiner heutigen Form seit 1924 und setzt sich aus den Corps Bavaria Erlangen, Franconia Würzburg, Makaria München, Joannea Graz, Athesia Innsbruck sowie Schacht Leoben zusammen. Außerdem bestehen mit Borussia Berlin ein Kartell, mit Palaio-Alsatia Straßburg zu Frankfurt ein Traditionskartell und mit Silvania Dresden ein Vorstellungsverhältnis. Mit dem erloschenen Corps Littuania bestand seit 1929 ein Freundschaftsverhältnis. Alle dem Süddeutschen Kartell zugehörigen Corps sind nicht in Kösener Kreisen.

## Corpshäuser
Im Jahre 1903 erwarb das Corps in der Hauptstraße 7 sein erstes Corpshaus. Als dieses Gebäude den Bedürfnissen nicht mehr genügte, bezog es 1932 eine Villa in der Hindenburgstraße 28. Das Haus wurde jedoch 1945 in der letzten Phase des Zweiten Weltkrieges durch einen Artillerietreffer vollkommen zerstört. Im Juni 1954 wurde das dritte und jetzige Corpshaus in der Loewenichstraße 21 erworben.

## Mitglieder
- Gustav Blumröder (1802–1853), Psychiater, Politiker und Schriftsteller
- August Brauser (1833–1901), Mediziner
- Christoph Drechsler (1804–1850), Theologe, Stifter der Bavaria
- Ernst Emmert (1900–1945), Ritterkreuzträger, Präsident des OLG Nürnberg
- Hans Flierl (1885–1974), Oberbürgermeister und Ehrenbürger der Stadt Erlangen
- Martin Forstner (* 1940), Orientalist in Mainz
- Siegfried Hess (* 1940), Theoretischer Physiker
- Lorenz Hiltner (1862–1923), deutscher Agrarwissenschaftler
- Harald Hofmann (1932–2023), Bundesgeschäftsführer der FDP, deutscher Botschafter in Dänemark, Venezuela, Norwegen und Schweden
- Ottmar Hofmann (1835–1900), Mediziner und Entomologe
- Friedrich Hofmann  (1904–1965), Generaldekan der Bundeswehr
- Leonhard Holzberger (1900–1987), Oberbürgermeister und Ehrenbürger von Marktredwitz
- Joachim Jacob (1939–2024), Verwaltungsjurist, Datenschutzexperte
- Josef Kapfhammer (1888–1968), Ernährungsphysiologe in Freiburg
- Hans Kohn (1866–1935), deutscher Mediziner
- Hans Müller (1881–1933), Rechtsanwalt, Manager der medizinisch-technischen Industrie
- Georg Neithardt (1871–1941), Richter am Bayerischen Volksgericht
- Robert Paschke (1905–1985), Arzt und Studentenhistoriker
- Ludwig Pißel (1885–1934), Steuerrechtler
- Gerhard Schmatz (1929–2005), Notar, Extrem-Bergsteiger
- Ludwig Schönecker (1905–1988), Oberbürgermeister von Ansbach
- Otfried Schwarz (1912–1999), Richter am Bundesfinanzhof
- Richard Seefelder (1875–1949), Augenarzt
- Alfons Stauder (1878–1937), deutscher Mediziner und Ärzteschaftsfunktionär
- Karl Thäter (1886–1946), erster Direktor des Tiergarten Nürnberg
- Walter Voß (1885–1972), Bürgermeister der Stadt Marburg
- Wolfgang Winkler (1924–2005), Regierungspräsident von Oberfranken

## Bilder

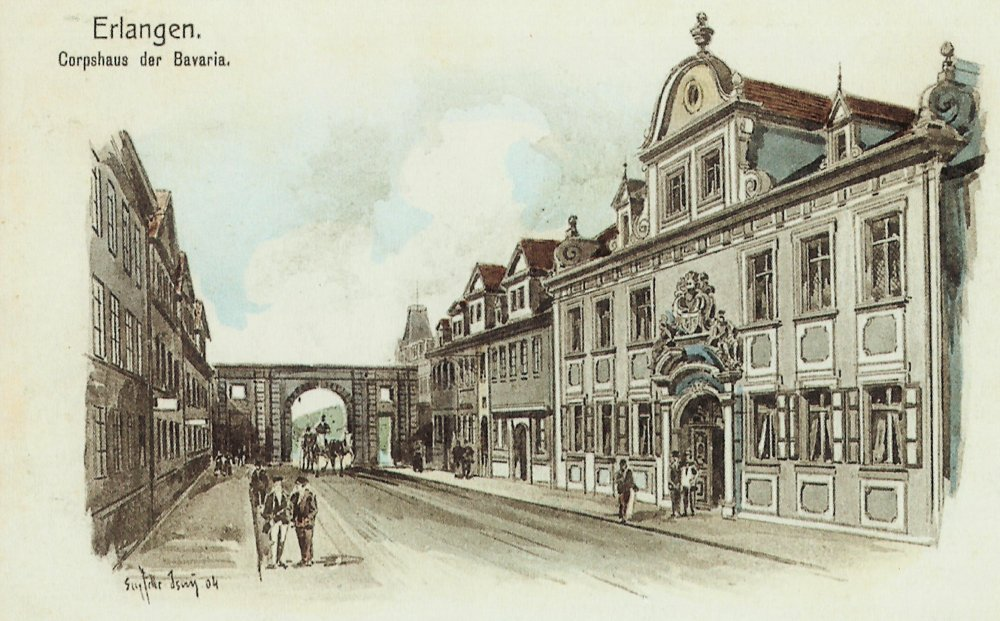
Das 1903 bis 1932 genutzte Corpshaus in Hauptstraße 7, um 1904
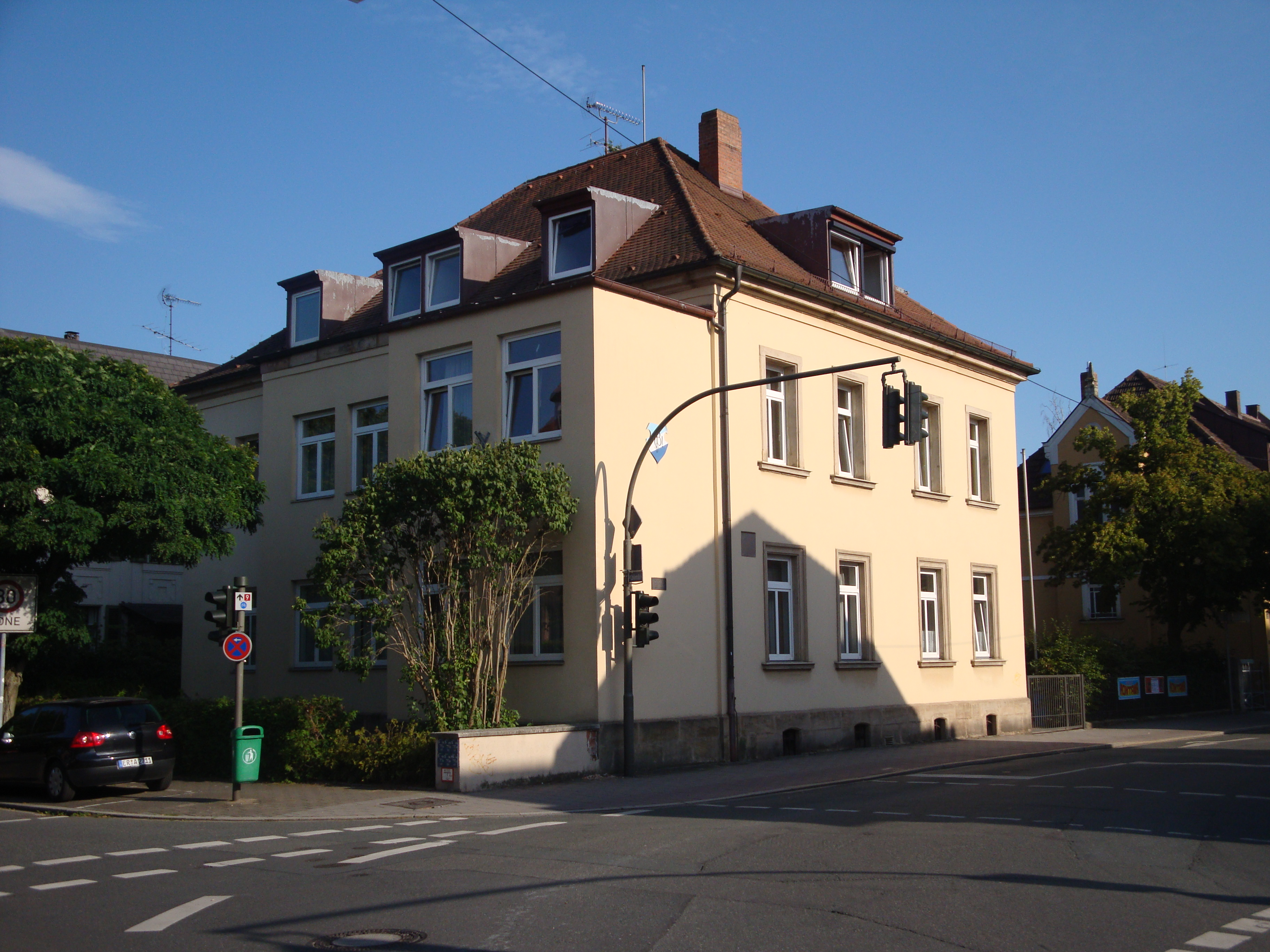
Außenansicht des aktuellen Corpshauses der Bavaria
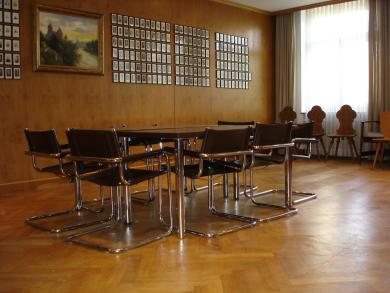
Balzerhalle im ersten Stockwerk des aktuellen Corpshauses
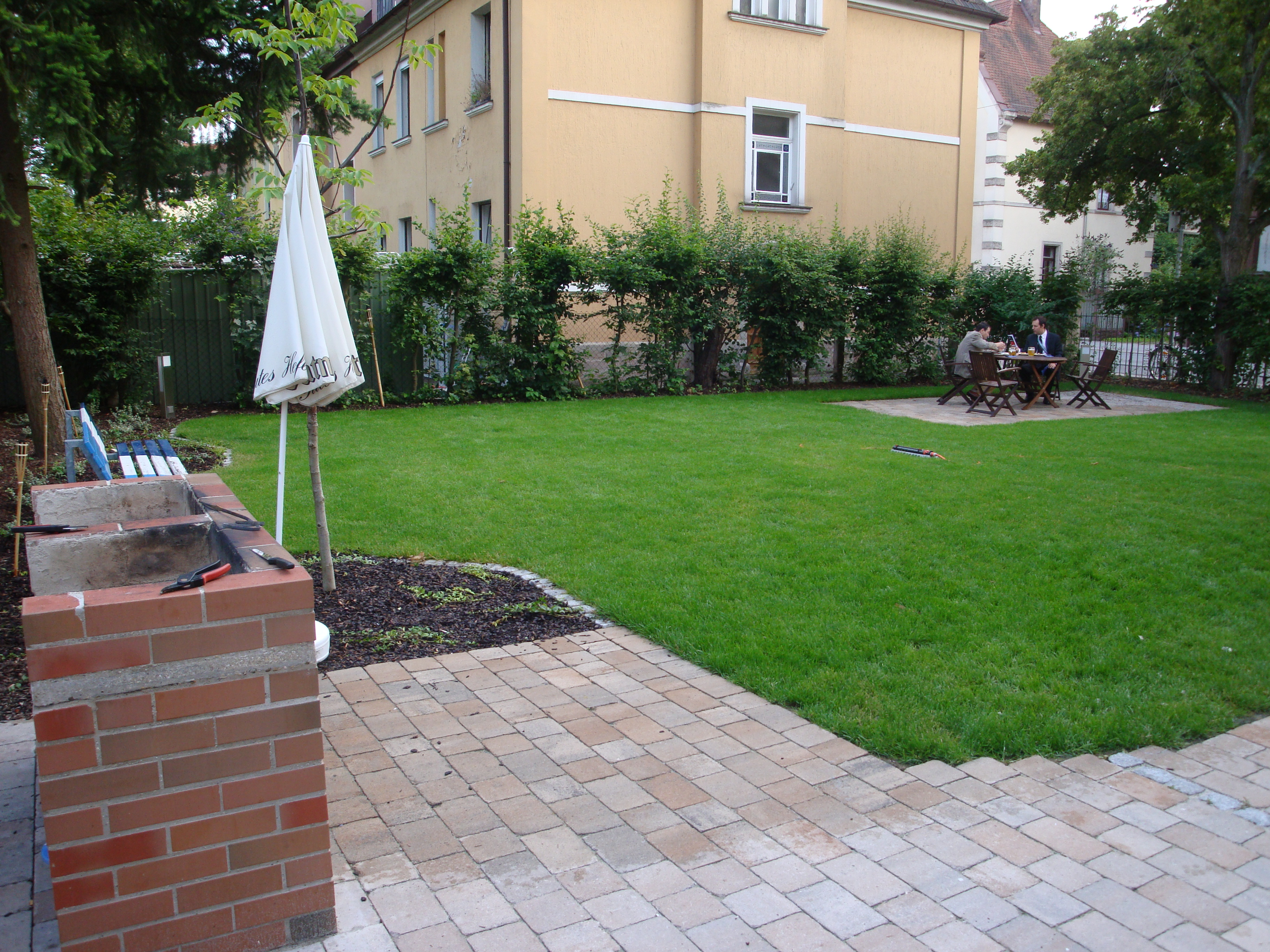
Garten des aktuellen Corpshauses
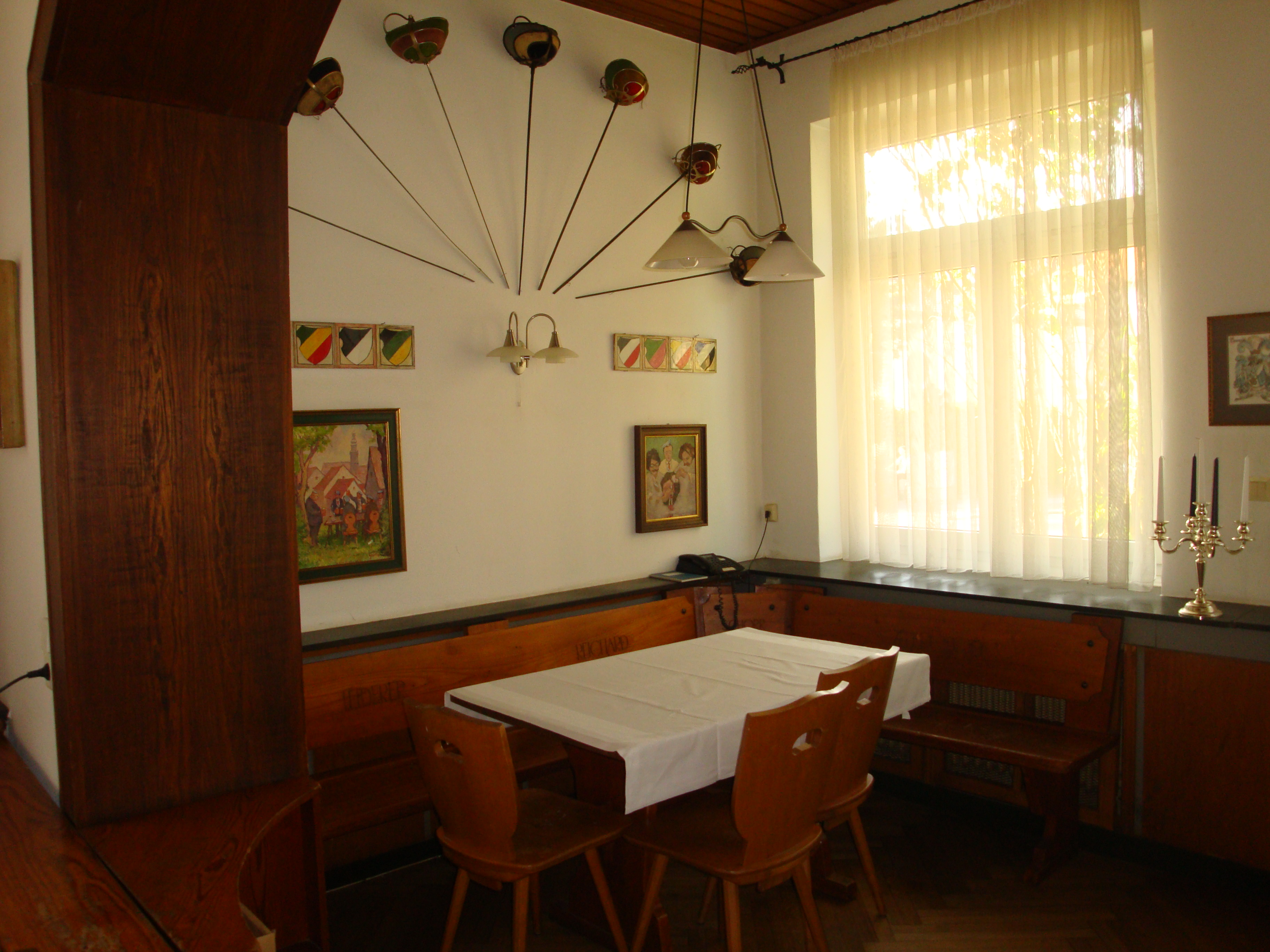
Kartelleck in der kleinen Kneipe